# باشگاه فوتسال گسترش فولاد تبریز
باشگاه فوتسال گسترش فولاد تبریز، یک باشگاه فوتسال فروپاشیده ایرانی بود که در شهر تبریز واقع شده‌بود. این تیم در فصل ۹۱-۹۲ لیگ برتر فوتسال شرکت نکرد و امتیاز خود را به تیم جمعیت هلال احمر آذربایجان شرقی واگذار کرد.
باشگاه گسترش فولاد، علاوه بر فوتبال، در رشته فوتسال نیز در رده‌های نوجوانان، جوانان، امید و بزرگسالان دارای تیم بود. این باشگاه همچنین در رشته‌ها والیبال نشسته و تکواندو نیز فعالیت می‌کرد.

## نتایج
| فصل       | لیگ                   | جایگاه |
| --------- | --------------------- | ------ |
| ۲۰۰۸-۲۰۰۹ | لیگ برتر فوتسال ایران | ششم    |
| ۲۰۰۹-۲۰۱۰ | لیگ برتر فوتسال ایران | ششم    |
| ۲۰۱۰-۲۰۱۱ | لیگ برتر فوتسال ایران | پنجم   |
| ۲۰۱۱-۲۰۱۲ | لیگ برتر فوتسال ایران |        |